# Revista da Folha
Revista da Folha foi uma revista publicada aos domingos pelo jornal Folha de S.Paulo. A revista tinha uma tiragem total de 1.993.992 exemplares.
A diretora de revistas responsável pela publicação da revista era Cleusa Turra, tendo como editor de fotografia Amilcar Packer, como editora Vera Guimarães Martins e editora interna Mariliz Pereira Jorge.
Os resonsáveis pela redação eram Mariane Piemonte, Roberto Oliveira, Deborah Gianini e Maira Staychuk.